# 1903 no desporto

## Eventos
- 20 de fevereiro e 17 de março - Torneio de xadrez de Monte Carlo, vencido por Siegbert Tarrasch.[1]

### Cicilismo
- 19 de julho - Ciclismo: o francês Maurice Garin vence a primeira edição do Tour de França.

### Futebol
- 26 de abril - Fundado o Club Atlético de Madrid, clube de Madrid, Espanha.
- 28 de julho - Fundação do Fortaleza Clube, de Sorocaba.
- 1 de agosto - É fundado o Boavista Futebol Clube por um grupo de ingleses, colaboradores de uma fábrica Inglesa, a Graham, que se associaram a outros Portugueses residentes na área Ocidental do Porto.
- 1 de setembro - fundação do Paulista Esporte Clube em São Carlos.
- 7 de setembro - Fundação do Sport Club Sorocabano, de Sorocaba.
- 15 de setembro - fundação do Grêmio Foot-Ball Porto Alegrense em Porto Alegre.

## Nascimentos
| Data          | Nome           | Profissão            | Nacionalidade   | Observações | Ref   |
| ------------- | -------------- | -------------------- | --------------- | ----------- | ----- |
| 18 de janeiro | Kathleen Shaw  | patinadora artística | Reino Unido     | m. 1983     | [ 2 ] |
| 18 de abril   | Lilly Scholz   | patinadora artística | Áustria-Hungria | ?           | [ 3 ] |
| 1 de setembro | Gérard Delbeke | futebolista          | Bélgica         | m. 1977     | [ 4 ] |

## Mortes
| Data       | Nome              | Profissão           | Nacionalidade | Observações | Ref |
| ---------- | ----------------- | ------------------- | ------------- | ----------- | --- |
| 19 de maio | Arthur Shrewsbury | jogador de críquete | Inglaterra    | n. 1856     |     |